# Marlon Mejía
Marlon Alfonso Mejía Carillo, né le 15 août 1979, est un arbitre salvadorien de football, international depuis 2006.

## Carrière
Il a officié dans des compétitions majeures : 
- Tournoi de clôture du championnat du Salvador de football 2011 (finale)
- Gold Cup 2011 (1 match)